# Pseudomugil paskai
Pseudomugil paskai é uma espécie de peixe da família Pseudomugilidae.
Pode ser encontrada nos seguintes países: Indonésia e Papua-Nova Guiné.